# Phục bích tại Maldives
Phục bích (tiếng Trung: 復辟), còn được phiên âm là phục tích hay phục tịch, nghĩa đen là "khôi phục ngôi vua" là trường hợp một quân chủ đã từ nhiệm hoặc đã bị phế truất hay từng bị lật đổ bởi các cuộc cách mạng và đảo chính trong nước, thậm chí phải lưu vong do nạn ngoại xâm nhưng sau đó khôi phục lại được ngôi vị của mình. Dưới đây liệt kê những cuộc phục bích tại Maldives.

## Triều đại Hilaalee
- Haji Hassan III Sri Dhaadha Veeru Mahaa Radhun (tại vị:1443-1467, phục vị:1467-1468)

Năm 1467, Haji Hassan III Sri Dhaadha Veeru Mahaa Radhun thực hiện chuyến hành hương đến thăm thánh địa Mecca, ông giao cho đứa con trai nhỏ của mình làm nhiếp chính trong khi ông đi vắng. Trong lúc ở Mecca, Haji Hassan III Sri Dhaadha Veeru Mahaa Radhun đã bị Sayyidh Muhammad tuyên bố phế truất. Ngay sau khi trở về từ Mecca, Haji Hassan III Sri Dhaadha Veeru Mahaa Radhun đã giành lại ngai vàng bằng cách lật đổ Sayyidh Muhanmeootrong một cuộc tập kích bất ngờ, tuy khôi phục vương triều Hilaalee nhưng ông lại ốm chết chỉ một năm sau đó.
- Hassan IV (tại vị:1480, phục vị:1485-1491)

Năm 1480, Hassan IV vừa kế vị ngai vàng được một tháng thì bị Omar II Sri loaka Sundhura Mahaa Radhun hạ bệ, ông buộc phải lưu vong nay đây mai đó chờ thời cơ phục hận. Năm 1484, Omar II Sri loaka Sundhura Mahaa Radhun từ trần, con trai là Hassan V Sri raadha Aanandha Maha Radhun lên ngôi được một năm thì cũng bị cảm đột tử, Hassan IV thừa dịp trỗi dậy tái khẳng định quyền lực của mình.
- Kalu Mohamed (tại vị:1492, phục vị:1495-1510, tái phục vị:1513-1529)

Năm 1492, Kalu Mohamed lên làm chúa tể của Mười hai hòn đảo và Quốc vương Maldives được ít bữa thì bị anh trai Yoosuf III lật đổ, nhưng Yoosuf III cũng giữ ngai vàng chưa đầy một năm thì mất ngôi bởi Ali II. Năm 1495, Kalu Mohamed đánh bại Ali II giật lại địa vị và cai trị cho đến năm 1510 thì chịu mất quyền lực lần thứ nhì về tay người cháu Hassan VII, một năm sau đến lượt Sharif Ahmed trục xuất Hassan VII mà tự lập làm vua. Năm 1513, Ali III vừa chiến thắng Sharif Ahmed, chưa kịp ăn mừng thì Kalu Mohamed đã lập tức trở lại để phục tích lần thứ ba.
- Hassan IX (tại vị:1551-1552, phục vị:1558-1573, tái phục vị:1573-1583)

Năm 1152, Hassan IX bị quần thần phế truất can tội tự ý từ bỏ Hồi giáo để chuyển sang Cơ Đốc giáo, do vậy từ đó đến năm 1554, đất nước Maldives được cai quản bằng một Hội đồng bộ trưởng. Năm 1554, Aboobakuru II lên làm vua và duy trì quyền lực đến năm 1557 thì bị thay thế bởi Ali IV, rồi Ali IV lại tử trận trong một cuộc chiến vào năm sau, Hassan IX lúc bấy giờ đang bị lưu đày ở Goa được tôn lại làm quân chủ với cái tên mới Dom Manoel. Tuy vậy, thực tế Dom Manoel vẫn ở Goa, con người cai trị thực tế tại Maldives là Andiri Andirin với tư cách nhiếp chính cho ông. Năm 1573, Andiri Andirin bị Muhammad Thakurufaanu Al Auzam ám sát, theo một hiệp ước, Muhammad Thakurufaanu Al Auzam đã nhận được nơi ẩn náu từ Ali Raja của Cannanore, cơ sở hoạt động của Muhammad Thakurufaanu Al Auzam là Minicoy dưới chủ quyền của Cannanore. Nhưng Muhammad Thakurufaanu Al Auzam đã không tôn trọng lời hứa này, Ali Raja yêu cầu sự thống trị đối với Maldives, như lời hứa của ông ta bởi Muhammad Thakurufaanu Al Auzam, bản chất của mối quan hệ giữa Muhammad Thakurufaanu Al Auzam và Ali Raja đã được phác thảo trong một bức thư được gửi bởi Ali Raja, Mariambe Ali-Adi Raja Bibi, cho Quốc vương Mohamed Mueothyddine I của Maldives. Bức thư được đề ngày Thứ Sáu 17 Jamada-el-oula Anno Hegirae 1243 (7 tháng 12 năm 1827), theo nội dung bức thư thì Muhammad Thakurufaanu Al Auzam đã tham gia một hiệp ước nhượng lại chủ quyền của Maldives cho Ali Raja của Cannanore trong trường hợp Thakurufan được thành lập ở Nam. Muhammad Thakurufaanu Al Auzam đã ký kết một Hiệp ước với vua Dom Manoel để tránh Ali Raja của Cannanore với sự giúp đỡ của Kateeb nắm quyền lực ở Nam,
Theo hiệp ước trên, sau khoảng trống quyền lực, Dom Manoel đã được khôi phục lần thứ ba nhưng vẫn ở lại Goa, các đồng minh là Muhammad Thakurufaanu Al Auzam và anh trai Hassan Thakurufan là người nhiếp chính cho ông.

## Triều đại Huraa
- Ibrahim Nooraddeen (tại vị:1882-1886, phục vị:1888-1892)

Năm 1886, Muhammad Mueothyddeen II lên làm vua, nền thống trị của Ibrahim Nooraddeen bị đứt đoạn trong hai năm, đến năm 1888 thì Ibrahim Nooraddeen mới giành lại quyền bính cũ của mình.
- Shams ad-Din III Mohamad Iskandar (tại vị:1893, phục vị:1902-1934)

Năm 1893, Shams ad-Din III Mohamad Iskandar vừa lên cầm quyền trị nước được hai tháng thì bị lật đổ bởi Haji Muhammad Imaaduddeen VI Iskandar Sri Kula Sundara Kattiri Buwana Maha Radun, vụ này được thực hiện do lời cầu xin nói lên sự bất mãn nhất trí của người dân liên quan đến sultanate hiện tại với một cách "chỉ là vua, không thể tự mình làm bất cứ điều gì". Chính nguyên trên khiến Ibrahim Didi và một số thành viên khác trong Hội đồng Bộ trưởng đã khuyến khích Haji Muhammad Imaaduddeen VI Iskandar Sri Kula Sundara Kattiri Buwana Maha Radun giành lấy ngai vàng từ vị sultan trẻ Shams ad-Din III Mohamad Iskandar mới 14 tuổi, Ibrahim Didi nghiễm nhiên ngồi vào ghế Thủ tướng chính phủ. Năm 1902, Haji Muhammad Imaaduddeen VI Iskandar Sri Kula Sundara Kattiri Buwana Maha Radun dời khỏi vương quốc để sang Ai Cập kết hôn với Sharifaa Hanim, con gái của Abd-ur Rakhman Khami Bhey (lãnh sự Ba Tư tại Maldives lúc bấy giờ). Trong nước xảy ra cuộc Cách mạng Malé hòa bình, Shams ad-Din III Mohamad Iskandar được quần chúng ủng lập lên ngôi lần thứ hai, ông tuyên bố phế truất vắng mặt Haji Muhammad Imaaduddeen VI Iskandar Sri Kula Sundara Kattiri Buwana Maha Radun.
- Al Ameeru Abdul Majeed Rannabandeyri Kilegefaanu (tại vị:1934-1935, 1943-1952)

Năm 1935, Al Ameeru Abdul Majeed Rannabandeyri Kilegefaanu bị đế quốc Anh buộc phải thôi việc để nhường lại chức vụ cho Sir Hassan Nooraddeen Iskandar II, ông bị đưa đi an trí tại Ceylon. Năm 1943, Sir Hassan Nooraddeen Iskandar II bị người Anh phế truất phải lui về thoái ẩn sống ở nhà riêng cho đến cuối đời, Al Ameeru Abdul Majeed Rannabandeyri Kilegefaanu được chính quyền Anh tuyên bố phục tịch, nhưng thực tế ông không hề về nước chấp chính mà vẫn cư ngụ tại Ceylon. Maldives được cai trị bởi Hội đồng Regency cho đến khi nhà vua giá băng năm 1952, sau cuộc trưng cầu dân ý quốc gia, nền đệ nhất cộng hòa Maldives được thành lập.